# مردخاي بن بورات
مردخاي بن بورات [(بالعبرية: מרדכי בן-פורת‏)، 12 سبتمبر 1923 - 3 يناير 2022] سياسيًا إسرائيليًا شغل منصب عضو الكنيست في فترتين بين عامي 1965 و 1984، ووزيرًا بدون حقيبة من يوليو 1982 حتى يناير 1984. خلال فتراته الأربع في الكنيست، مثل خمسة أحزاب مختلفة. عُرف عنه بأنه مهندس عملية إجلاء اليهود العراقيين إلى إسرائيل عبر إيران وقبرص والتي عُرفت بـ «عملية عزرا ونحميا».

## الجوائز
في عام 2001 حصل بن بورات على جائزة إسرائيل تقديراً لإنجازات حياته ومساهمته الخاصة في المجتمع ودولة إسرائيل،  وعلى وجه الخصوص لدوره في إنقاذ يهود العراق.